# Nanustes fuchsi
Nanustes fuchsi là một loài bọ cánh cứng trong họ Cerambycidae.